# Кухка
Ку́хка (карел. Kuhkaa) — небольшой скалистый остров в Ладожском озере. Относится к группе Ладожских шхер. Территория принадлежит Лахденпохскому району Республики Карелии, Россия.
Длина — 6,9 км, ширина — 2,4 км.
Остров расположен к северу от полуострова Калксало, между островами Кярпясенсари на юге и Паяринсаари на севере. Последний отделяется заливом Папинниеменселькя
Остров вытянулся с запада на восток. На северо-западе есть два узких залива, на юге — один большой. На востоке возле берега расположены скалистые острова. Почти весь остров покрыт лесами.